# 新虹街道
新虹街道，是中华人民共和国上海市闵行区下辖的一个街道办事处。辖区面积19.26平方公里，户籍人口31784人（2010年）。

## 建立
街道办事处于2010年1月23日成立，同时撤销龙柏街道办事处。新虹街道处级干部由区委安排。原龙柏街道机关科级及科级以下公务员和直属事业单位工作人员整建制划转新街道。
街道办事处曾驻在七宝镇航南路的原龙柏街道驻地，后迁驻申滨路777号（暂驻地）。

## 区域规划
虹桥商务区之核心区位于其中，面积共4.7km²，分为1期与2期建设，规划商务办公约110万平方米，核心区分为东片区（三期建设）、北片区（二期建设）、南片区（二期建设），还有一片未规划的中心区域（一期建设）。核心区商业约14万平方米，文化娱乐约6万平方米，酒店约14万平方米，会展约14万平方米，预计，到2015年，核心区年生产总值将超过100亿元；到2020年，核心区年生产总值将超过150亿元；到2030年，建成现代服务业集聚区。

## 行政区划
该街道办事处辖区东起长宁区界，西至青浦区界和华漕镇诸翟村、陈家角村、杨家巷村村界，南邻沪青平高速公路和七宝镇镇界，北接华漕镇王泥浜村、华漕村和许浦村村界，面积19.26平方公里。
新虹街道下辖以下居委会、村委会：航华一村第二社区、航华一村第五社区、航华一村第六社区、航华一村第七社区、沙茂社区、华美路社区、华美路第二社区、爱博一村社区、爱博二村社区、爱博三村社区、爱博五村社区、爱博四村社区、万科润园社区、申贵路社区、光华村、范巷村、红星村、新家弄村和陶家角村。

## 交通

### 航空
- 上海虹桥国际机场二号航站楼

### 国铁
- 虹桥火车站：京沪高速铁路、沪昆高速铁路的途径站点；联通沪宁城际铁路。

#### 城市轨道交通
- 上海地铁虹桥火车站站、虹桥二号航站楼站
- 上海市域铁路虹桥2号航站楼站

### 有轨电车
在青浦的虹桥商务区主功能地区已有规划，惟新虹所处的商务区核心区内部目前尚于计划中，未定案。

### 公路

#### 国道
- 沪青平公路：虹桥路—小涞港

#### 高速公路与城市快速路
南北向
- 虹桥枢纽配套高架：虹渝高架路、虹翟高架路、嘉闵高架路

东西向
- 沪渝高速公路-延安高架路
- 沪常高速公路-北翟高架路
- 虹桥枢纽配套高架：建虹高架路、扬虹高架路